# Alana Austin
Alana Austin (Palm Springs, 6 aprile 1982) è un'attrice statunitense.

## Filmografia parziale

### Cinema
- Genitori cercasi (North), regia di Rob Reiner (1994)
- Uno strano scherzo del destino (A Simple Twist of Fate), regia di Gillies MacKinnon (1994)
- Castle Rock, regia di Craig Clyde (2000)
- Hansel & Gretel (Hansel and Gretel), regia di Gary J. Tunnicliffe (2002)
- No Place Like Home, regia di Craig Clyde (2002)
- Un'estate a tutto gas (Motocross Kids), regia di Richard Gabai (2004)
- Popstar, regia di Richard Gabai (2005)

### Televisione
- Crimini di famiglia (Criminal Behavior) - film TV (1992)
- Alla fine del buio (Darkness Before Dawn) - film TV (1993)
- Il giorno del sacrificio (In the Line of Duty: Ambush in Waco) - film TV (1993)
- Appello finale (Final Appeal) - film TV (1993)
- Ink - serie TV, 22 episodi (1996-1997)
- Acque pericolose (Dangerous Waters) - film TV (1999)
- Road Rage - Incubo sulla strada (Road Rage) - film TV (1999)
- Una bionda su due ruote (Motocrossed) - film TV (2001)
- Boston Public - serie TV, 2 episodi (2002)
- The Santa Trap - film TV (2002)
- I cani dei miracoli (Miracle Dogs) - film TV (2003)

## Doppiatrici italiane
- Francesca Manicone in Uno strano scherzo del destino
- Laura Latini in Cold Case - Delitti irrisolti